# En route pour la jungle
En route pour la jungle (également appelé comme Jungle Junction en VO) est une série télévisée britannique-américan en 47 épisodes de 11 minutes créée par Trevor Ricketts, produite par Spider Eye Productions et diffusée du 28 septembre 2009 au 26 octobre 2012 sur Playhouse Disney, devenu Disney Junior.
En France, elle a été proposée par Disney Kid Club, une émission diffusée sur M6 entre le 4 janvier 2010 et  le 1er juillet 2016, puis sur Disney Channel en 2010, et au Québec à partir du lancement de Playhouse Disney télé en juillet 2010,.
Cette émission reprend les séries animées issues du catalogue Playhouse Disney.

## Synopsis
La série parle d’un groupe d’animaux-véhicules et de leurs aventures dans la jungle. Chacun d’eux a son métier propre.

## Personnages
- Rosie (Zooter) : porcelette-moto rose qui aime "sprinter" et mettre à l’épreuve ses capacités. Rien ne l’arrête, et son meilleur ami est Elevan. Elle remet les messages.
- Elevan : éléphant bleu, c’est le meilleur ami de Rosie, il se montre parfois un peu irresponsable, mais fait preuve d’une sens particulier de protection de ses amis. Il s'occupe des transports et des livraisons des objets.
- Bongo : lapin jaune à queue de raton laveur ami d’Elevan et de Rosie, qui installe les panneaux de signalisation de dangers dans la jungle. C’est un garçon.
- Carla : dame koala orange qui gère le magasin de fruits à côté du bar.
- Crapquad : grenouille verte qui s’occupe du moulin et a un caractère plutôt grincheux.
- Bulldo : taureau jaune clair chargé de l’entretien des routes.
- Croqueur : crocodile vert, pompier et météorologue de la jungle. D’habitude, il n’y a pas d’incendies, mais il s’occupe de sauver les habitants de la jungle.
- Miss Jolie : dame zèbre et institutrice des Coccibelles. Elle donne souvent des conseils à Rosie et à ses amis.
- Taxicrabe : malgré son nom, ce crabe rouge dirige le bar à smoothies.
- Hippobus : il apparaît peu dans la série, c’est un hippopotame-autobus jaune. Il transporte les Coccibelles lors de longs déplacements.
- Ross : rhinocéros violet, c’est le médecin.
- Bobby : toucan à dominante bleue et policier de la jungle. Il a aussi des missions de gardien de la paix.
- Les Coccibelles : coccinelles de 5 ans qui sont les élèves de Miss Jolie ; elles sont sympathiques et adorent jouer à cache-cache. Elles sont cinq, de couleurs bleue, jaune, rouge, verte et orange.

## Distribution

### Voix originales
- Janet James : Zooter
- Billy West : Ellyvan
- Keith Wickham : Bungo, Crocker, Dozer
- Laraine Newman : Carla
- Jess Harnell : Taxicrab
- Amanda Symonds : Miss Jolly, Hippobus
- Dee Bradley Baker : Lance
- Jimmy Hibbert : Bobby
- Tom Kenny : Tuck

### France
- Carole Baillien : Rosie
- Mélanie Dermont : Hippobus, les Coccibelles

### Québec
- Claudia-Laurie Corbeil : Zootér
- Marc-André Bélanger : Élévan le éléphanteau, Bongo Lapin

## Épisodes
1. Héros catastrophique
2. Au secours des fleurs
3. La grande course
4. Rosie est fatiguée
5. Le rhume des fleurs
6. Petite mais douée
7. La chasse au trésor
8. Le buisson magique
9. Bobby mène l'enquête
10. Une panne de panneau
11. L'anniversaire de Rosie
12. Un petit sourire
13. Vive le compost
14. Pic pic reine de la danse
15. Elevan à la rescousse
16. La petite course
17. Coincé
18. Noix de coco
19. De l'eau pour la saison sèche
20. Sa majesté Elevan
21. Jongler en travaillant
22. La boîte de Bongo
23. Bongo le magnifique
24. Les bidules
25. Danger au lagon
26. Un drôle de fruit